# Assedio di Fukazawa
L'assedio di Fukuzawa fu una delle numerose battaglie di Takeda Shingen contro il clan Hōjō durante il periodo Sengoku. Dopo aver bruciato la città di Odawara due anni prima senza riuscire a conquistare il castello, guidò numerosi attacchi ad altre strutture degli Hōjō,inclusa Fukazawa, nella provincia di Suruga.
Questa fu la sesta volta che invase Suruga; Fukazawa era tenuta da Hōjō Tsunanari, che si arrese subito dopo il nuovo anno lunare, e si ritirò a Odawara.